# 利珀塔尔
利珀塔尔（德語：Lippetal，發音：[ˈlɪpəˌtaːl]，意为“利珀河谷”）是德国北莱茵-威斯特法伦州阿恩斯贝格行政区索斯特县的市镇，面积126.61平方千米，2023年12月31日人口为12,075人。